# 圣萨蒂南迪利梅
圣萨蒂南迪利梅（法語：Saint-Saturnin-du-Limet，法語發音：[sɛ̃ satyʁnɛ̃ dy limɛ]）是法国马耶讷省的一个市镇，属于贡捷堡区。

## 地理
圣萨蒂南迪利梅（47°48'43"N, 1°4'5"W）面积10.7 平方千米，位于法国卢瓦尔河地区大区马耶讷省，该省份为法国西北部内陆省份，北起芒什省和奧恩省，西接伊勒-维莱讷省，南至曼恩-卢瓦尔省，东临萨尔特省。
与圣萨蒂南迪利梅接壤的市镇（或旧市镇、城区）包括：孔格里耶、勒纳泽、圣艾尼昂叙罗、圣马丹迪利梅、拉塞勒克拉奈斯。

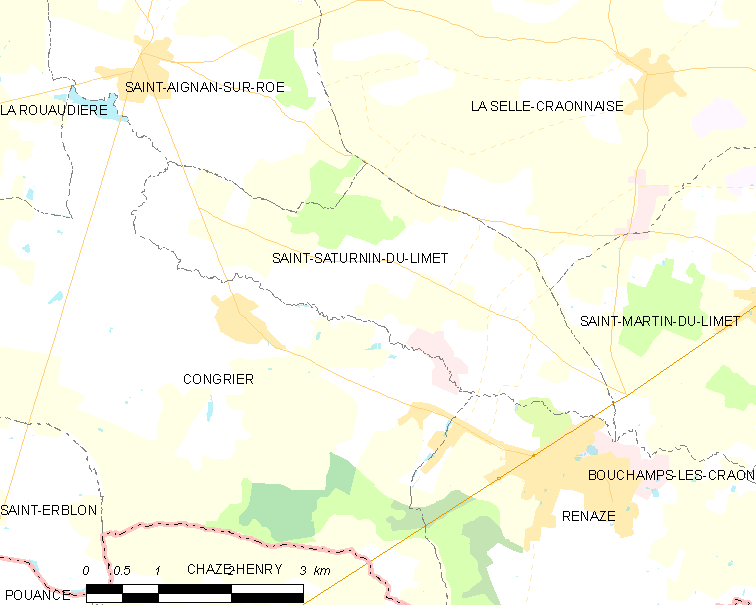
圣萨蒂南迪利梅的OSM定位图

圣萨蒂南迪利梅的时区为UTC+01:00、UTC+02:00（夏令时）。

## 行政
圣萨蒂南迪利梅的邮政编码为53800，INSEE市镇编码为53253。

## 政治
圣萨蒂南迪利梅所属的省级选区为科塞勒维维安县。

## 人口

1962-2008年间圣萨蒂南迪利梅人口变化图示

圣萨蒂南迪利梅于2022年1月1日时的人口数量为518人。